# 怪螈属
怪螈（学名：Zatrachys）是一属灭绝的大型两栖动物，具有扁平的头部，属于离片椎类怪螈科，生存于早石二叠纪的北美。

## 研究历史
怪螈由美国古生物学家爱德华·德林克·科普于1878年命名，模式种为“锯齿怪螈”（Zatrachys serratus），发现有来自早二叠纪德克萨斯州的部分头骨。更多材料来自于早二叠纪新墨西哥州与俄克拉何马州。米歇尔等（2007）描述了属于锯齿怪螈的样本，这些样本来自于晚石炭纪至早二叠纪的西弗吉尼亚州，这也是怪螈属在石炭纪唯一的化石记录。 
“小眼怪螈”（Zatrachys microphthalmus）现在被认为属于粗面螈属（Dasyceps）.

## 解剖学
和其他怪螈科物种一样，怪螈属很容易根据其口部宽大的开口即鼻间囟（internarial fontanelle）或窗孔（fenestra）辨认，在怪螈科的三个属里，该属是开口最大的，完全分开了鼻骨并半分开额骨，使其成为该属的独有特征。另一个使该属不和其他物种混淆的特征是其颅后（上颌骨和方轭骨）的棘刺状突起，下颚上的突起和脊，与耳切迹相邻的颞上角，细长的扁平角和短的顶骨后角，与腭骨和犁骨接触，完全包围腭骨上的后鼻孔，以及U形的颅骨轮廓，介于其近亲糙首螈属Dasyceps（呈延长状）与棘孔螈属Acanthostomatops（宽且呈抛物线形）之间。
尽管有许多颅后标本被归类于该属，但其中的大部分都在后来被重新分类到其他的离片椎类物种，如“十字怪螈Zatrachys crucifer”（该种后来被分为盾螈属Aspidosaurus）；或被错误保存时过于靠近而被分给锯齿怪螈材料，如扁豪猪螈属。